# Auncia
auncia（アンシア）は日本のヴィジュアル系ロックバンド。

## 概要
2006年1月に都内で結成し4月に活動を開始。バンド名の意味はスペイン語で「絆・つながり・手錠」という意味を持つ。ヴィジュアル系の固定観念にとらわれない自由奔放で七変化的な歌声と楽曲、パーティ・ロック的な要素をにじませたサウンドが特徴的。2006年から2008年までインディーズ・レーベルRed-List Entertainmentに在籍していた。2009年7月4日、北米で最大規模を誇るアニメコンベンション・アニメ・エキスポに出演した。
2009年8月5日にはシングル「KeyCase」をasuta entertainment/ユニバーサルミュージックから発売/販売。
2011年3月9日にリリースされたシングル「Dearly」はテレビ東京系バラエティ7枠『アリなし〜アリケン★ゴールデンスタジアム〜』『シロウト名鑑』に使用されるダブルタイアップ曲となった。
2011年6月1日、無期限の活動休止することを発表。事実上の解散状態となったがその後、当バンドのメンバーが中心となり2012年よりANSIAとして活動を開始する。

## メンバー
- Vocal：TATSUKI（6月30日生まれ、大阪府出身B型）
- Guitar：JIN（7月22日生まれ、長崎県出身A型）
- Bass：yosuke（1月5日生まれ、神奈川県出身A型）
- Drums：hikari（4月19日生まれ、群馬県出身AB型）

## ディスコグラフィ

### シングル
|  | 発売日         | タイトル |
|  | 2006年9月27日  | 花色     |
|  | 2007年12月26日 | iys.     |
|  | 2009年8月5日   | KeyCase  |
|  | 2011年3月9日   | Dearly   |

### ミニ・アルバム
|  | 発売日        | タイトル |
|  | 2007年3月14日 | Rabiu    |
|  | 2008年7月2日  | シロップ |

### ベスト・アルバム
|  | 発売日         | タイトル                       |
|  | 2008年10月30日 | Beauty & Slime(海外リリース盤) |

### DVD
|  | 発売日        | タイトル            |
|  | 2010年4月14日 | Intro of HEART LINK |

### V.A
- SUMMIT 05 - 「iys. Merry Xmas ver.」で参加。

## タイアップ
| 曲名                 | タイアップ                                                                   | 収録作品            |
| -------------------- | ---------------------------------------------------------------------------- | ------------------- |
| 2 pieces of presents | ◆フジテレビ系『NEW YEARS WORLD ROCK FESTIVAL』                               | シングル「KeyCase」 |
| KeyCase              | ◆テレビ東京『オールナイトミュージック』                                      | シングル「KeyCase」 |
| KeyCase              | ◆毎日放送『ちちんぷいぷい』                                                  | シングル「KeyCase」 |
| Dearly               | ◆テレビ東京系『アリなし〜アリケン★ゴールデンスタジアム〜』エンディングテーマ | シングル「Dearly」  |
| Dearly               | ◆テレビ東京系『シロウト名鑑』エンディングテーマ                              | シングル「Dearly」  |
| Dearly               | ◆DAMチャンネル                                                               | シングル「Dearly」  |